# 卡爾·拉森
卡尔·奥托·劳里茨·拉森（丹麥語：Carl Otto Lauritz Larsen，1886年6月3日—1962年12月4日），丹麦前男子竞技体操运动员。他曾代表丹麦获得1912年夏季奥运会体操比赛男子团体瑞典式银牌。